# كنيسة الصليب المقدس (دمشق)
كنيسة الصليب المقدس هي واحدةٌ من الكنائس المشهورة في مدينة دمشق بسوريا.

## المراجع

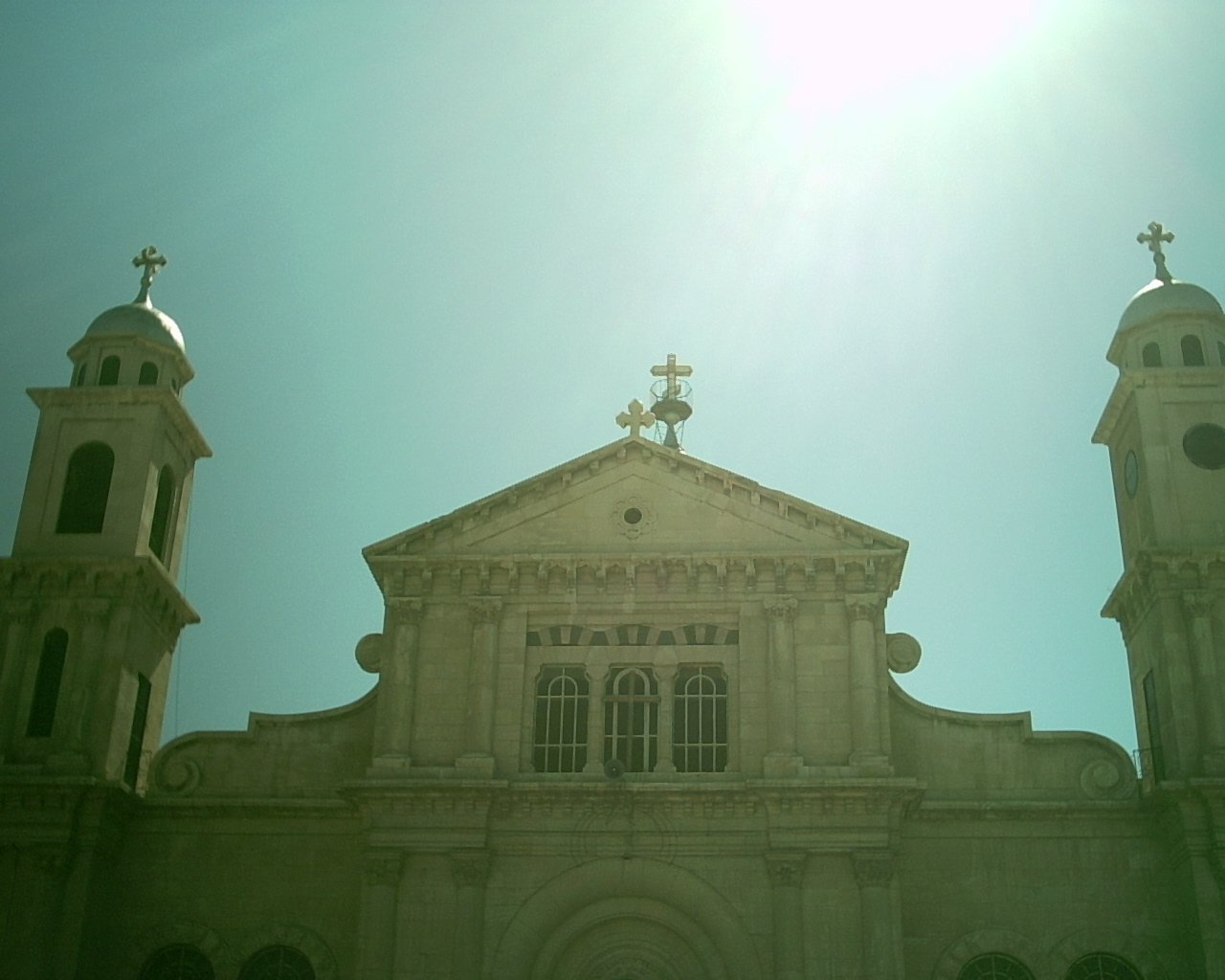
كنيسة الصليب المقدس